# Poppy Montgomery
Poppy Montgomery (Poppy Petal Emma Elizabeth Deveraux Donahue; 19 de junio de 1972) es una actriz australoamericana. Personificó a la agente del FBI Samantha Spade en el drama de CBS Without a Trace (Sin rastro) desde 2002 a 2009, y a la detective Carrie Wells en el drama policial Unforgettable desde 2011 hasta 2016.

## Biografía
Fue criada en Australia por su madre, Nicola, investigadora de mercados, y por su padre, Phil, un restaurador de arte. Escogió el apellido de su madre, Montgomery, como su apellido artístico. Se fue de Australia a los 16 años para estar con el que era su novio en aquel entonces. Después terminaron, y llegó a Hollywood a los 18 llevando una copia de Cómo lograrlo en Hollywood.
En el 2005 comenzó a salir con el actor Adam Kaufman, en junio del 2007 la pareja anunció que estaban esperando a su primer hijo juntos, el 23 de diciembre del mismo año tuvieron a Jackson Phillip Deveraux Montgomery Kaufman; sin embargo la relación terminó en el 2011.
A finales del 2011 Poppy comenzó a salir con Shawn Sanford, director de marketing de estilo de vida para Microsoft, en el 2013 anunciaron que estaban esperando un bebé, la pareja le dio la bienvenida a su primera hija Violet Grace Deveraux Sanford el 22 de abril del mismo año.

## Carrera
Actualmente protagoniza la serie de televisión estadounidense Unforgettable donde es la protagonista principal e interpreta el papel de Carrie Wells, una expolicía que padece hipertimesia, es decir, puede recordarlo todo hasta el último detalle.
Todo, salvo las claves que ayudarían a resolver el misterioso asesinato de su hermana.
También ha aparecido en Maxim, FHM, y posó desnuda en la revista de arte Black+White.
Montgomery fue la portada para la revista Stuff de mayo de 2005, siendo nombrada la "Policía más sexy".
Montgomery fue reconocida por su papel de Marilyn Monroe en la serie de la CBS Blonde, basada en la novela de Joyce Carol Oates.

## Películas
- 1994 Tammy And The T-Rex
- 1995 El Demonio Vestido de Azul
- 1996 The Cold Equations
- 1998 Dead Man on Campus
- 1998 Condenados a fugarse
- 1999 Aprendiendo a Vivir
- 1999 This Space Between Us
- 2002 DemonTawn
- 2004 50 Ways To Leave Your Lover
- 2005 Between
- 2022 Navidades en la granja Movistar

## TV Movies
- 1995 Jake Lassiter: Justice On The Bayou
- 1996 Peacock Blues
- 1996 Stories From The Edge
- 1997 Desert's Edge
- 1999 The Wonder Cabinet
- 2004 Educando a Waylon
- 2005 El Milagro de la Nieve
- 2005 Asesinato de un Millón de Dólares
- 2010 El pacto de Cenicienta (Cenicienta por un día)
- 2011 Magia más allá de las palabras
- 2013 Juramento de silencio
- 2015 Signed, Sealed, Delivered from Paris, With Love

## Series
- 1995 Cinco en Familia Temporada 2, Capítulo 13
- 1995 Policías de Nueva York Temporada 3, Capítulo 11
- 1996 - 1997 Relativity como Jennifer Lukens
- 2000 The Beat como Elizabeth Waclawek
- 2001 - 2002 Rumbo a California
- 2001 Blonde - como Marilyn Monroe Miniserie
- 2002 Glory Days como Ellie Sparks
- 2002 - 2009 Sin rastro - como Samantha 'Sam' Spade
- 2010 True Blue como Katherine Miller
- 2011 – 2016 Unforgettable - como Carrie Wells
- 2016 Furst Born como  Bess
- 2016 Secretos de Familia
- 2017 Misión Control
- 2019 Reef Break